# 디프티 나발

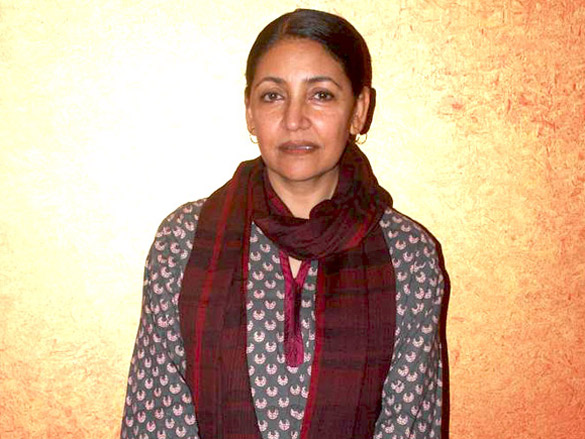

디프티 나발(Deepti Naval, 1957년 2월 3일 ~ )은 인도의 배우이다.
암리차르에서 태어났다.

## 출연 작품

### 영화
- 샌드스톰 (2000, Bawandar)
- Shakti: The Power (2002)
- Anahat (2003)
- 살육의 시간 (2008, Firaaq)
- 아들의 연인 (2010, Memories in March)
- 한번 뿐인 내 인생 (2011)
- Listen... Amaya (2013) - 릴라 역
- 유혹 클릭 (2013, Inkaar)
- 뱅뱅 (2014)
- NH10 (2015)
- 라이언 (2016) - 수드 부인 역